# Pelargonium aristatum
Pelargonium aristatum là một loài thực vật có hoa trong họ Mỏ hạc. Loài này được (Sweet) G. Don mô tả khoa học đầu tiên năm 1831.